# تقربوصت (لحضارة بوعلاتيين)
تقربوصت هو دُوَّار يقع بجماعة أركمان، إقليم الناظور، جهة الشرق في المملكة المغربية. ينتمي الدوّار لمشيخة لحضارة بوعلاتيين التي تضم 10 دواوير. يقدر عدد سكانه بـ 150 نسمة حسب الإحصاء الرسمي للسكان والسكنى لسنة 2004.

## روابط خارجية
- البوابة الوطنية للجماعات الترابية نسخة محفوظة 12 مارس 2018 على موقع واي باك مشين.
- المندوبية السامية للتخطيط